# Douglass (Kansas)
Douglass è un comune degli Stati Uniti d'America, situato nello Stato del Kansas, nella contea di Butler.
Qui nacque il regista e direttore della fotografia George W. Hill.